# Рашид Шабазз
Рашид Шабазз (англ. Rashid Shabazz, нар. 15 березня 1968) — професійний американський бодібілдер, учасник таких популярних конкурсів як Містер Олімпія, Ironman Pro і тд.

## Біографія
Здобув освіту в затоці Сент-Луїс, штат Міссісіпі. Там він жив зі своєю матір'ю-одиначкою і своїи братами Ясіном і Валі. У 1985 році, під час навчання Bay High School, молодий спортсен вже тоді показував неабиякий атлетизм і інтелект. Здобув значні досягнення у футболі, тенісі і бейсболі. Вищу освіту отримав в Jackson State University. Там він отримав статус бакалавра в галузі бізнесу і встановив рекорд університету в бодібілдингу. Саме це і поклало початок його кар'єри професіонала IFBB.

### Кар'єра професіонала
У 1993 році він покинув корпоративну роботу в офісі і попрямував до Атланти щоб співпрацювати з відомим бодібілдером Лі Хейні. Згодом взяв участь у своєму першому змаганні серед бодібілдерів-аматорів. Саме це і дало йому уявлення що власне представляє бодібілдинг. Під пильним наглядом Хейні молодий спортсмен «їв, спав і тренувався». Пізніше того року він бере участь у своєму першому професійному змаганні серед професіоналів і очікувано займає перше місце. Однак це не задовольнило амбітного спортсмена і той в 2002 році попрямував в місто Даллас, штат Техас для участі у NPC Nationals Light-Heavy Weight Division де він посів четверте місце. З 2003 по 2004 рік він бере участь у місцевих змаганнях, а в кінці 2004 отримує свою бажану картку професіонала IFBB. Саме після цього починається зліт кар'єри спортсмена. Він бере участь у таких відомих конкурсах як Містер Олімпія, Ironman Pro, Європа Супершоу і Phoenix Pro, а його ім'я друкується на сторінках таких відомих журналів як Atlanta Sports and Fitness, Flex, Ironman Mag., Men's Book Atlanta, Muscle & Fitness, Muscle Mag. International, NPC News and Pose Down. В 2010 році він закінчив свою кар'єру професіонала внаслідок алергічної реакції на один з його препаратів. Нині він має змогу поєднувати дві своїх пристрасті: бізнес і бодібілдинг, відкривши Pros Wellness Center.

## Виступи
- Нью-Йорк Про — 5 місце (2008)
- Нашіоналс — 2 місце (2003), 4 місце (2002), 8 місце (2001)
- Гран Прі Австралія — 8 місце (2006)
- Ironman Pro — 8 місце (2007)
- Сакраменто Про — 8 місце (2007)
- Європа Суапершоу — 2 місце (2008)
- Тампа Бей Про — 5 місце (2008)
- Містер Олімпія — 6 місце (2008)
- Сан-Франциско Про — 9 місце (2006)